# 慕容楷
慕容楷（？—395年7月8日），十六国后燕将领，前燕太原王慕容恪之子，封太原王。
在前秦镇守邺城，前秦建元二十年（384年），前秦國勢衰退，慕容楷跟随燕王慕容垂從事復國大業，任職征西大將軍並受封太原王。
初奉燕王慕容垂之令，与陳留王慕容紹，出軍討伐在館陶（今河北省館陶縣）興兵抗拒的東胡人王晏；慕容楷為了順應局勢增強國力，遂請慕容紹前去游說招撫王晏，而自率軍進駐辟陽（今河北省棗強縣東南辟陽城）。王晏降伏後，連帶吸引附近自衛堡寨數十萬人投靠；慕容楷遂加以管理整編，率領十餘萬人生力軍前往鄴城（今河北省臨漳縣西南香菜营乡鄴鎮村）外郊，與慕容垂會合。後來成為後燕重臣之一。
慕容楷奉命征讨翟真，兵败下邑。386年，慕容楷担任左仆射，和赵王慕容麟攻打前秦冀州牧苻定，致书晓以祸福，招降。387年，任兖州刺史，镇守东阿。担任前锋都督，跟随慕容垂击破翟辽。393年，慕容楷为司空，跟随慕容垂征讨西燕。394年，攻破西燕都城长子，西燕灭亡。
后燕建兴十年六月癸丑（395年7月8日），慕容楷去世，諡元。

## 家庭
父親慕容恪。兒子慕容奇是兰汗的外孫，后继承太原王。